# Parada de Trajinha
La Parada de Cerejo fue una plataforma de la Línea de la Beira Alta, que servía a la localidad de Trajinha, en el Distrito de Guarda, en Portugal.

## Características
En 1984, tenía la categoría de parada, siendo servida por convoyes regionales y semi-directos de la operadora Caminhos de Ferro Portugueses.

## Historia
La Línea de la Beira Alta fue totalmente inaugurada el 3 de agosto de 1882, por la Compañía de los Caminhos de Ferro Portugueses de la Beira Alta.
En 1932, la Compañía de la Beira Alta construyó una plataforma en esta infraestructura, que poseía, en ese momento, la categoría de apeadero.